# Julius No
 (juillet 2013).
Si vous disposez d'ouvrages ou d'articles de référence ou si vous connaissez des sites web de qualité traitant du thème abordé ici, merci de compléter l'article en donnant les références utiles à sa vérifiabilité et en les liant à la section « Notes et références ».
Le Docteur Julius No est un personnage de la série James Bond, que celui-ci affronte dans le roman de 1958 Docteur No et son adaptation cinématographique de 1962, James Bond 007 contre Dr No, le premier film issu d'un roman d'Ian Fleming. 

## Biographie dans le romanDr. No
Malgré leur similitude, le roman et le film comportent quelques différences notables, et le personnage du docteur Julius No en fait partie.
Julius No est né à Pékin d'une mère chinoise et d'un père qui était missionnaire allemand. Il a été cependant élevé par sa tante. Plus tard, résidant à Shanghai, il est membre du Tong, un syndicat du crime chinois. À la suite de quoi, il s'installe à New York et devient contrebandier d'un Tong local appelé Hip-Sings en tant que trésorier. À la fin des années 1920, une guerre des gangs éclate à New York, mobilisant la police. No vole 1 million de dollars en or à son gang puis disparaît. Mais le Tong le retrouve et le torture pour récupérer l'or. Face à son silence, le gang lui coupe les mains et tire dans le côté gauche de la poitrine puis le laisse pour mort. Mais No a survécu aux balles, du fait de sa dextrocardie.
Après un long séjour à l'hôpital, No suit des études de médecine à Milwaukee dans le Wisconsin. On ne sait s'il est allé au bout de celles-ci, mais il obtint le titre de docteur et depuis se fait appeler Docteur Julius No (du nom de son père allemand, qui le rejetait). À la suite de l'amputation de ses mains, il porte désormais des prothèses en métal. Elles n'ont donc pas les articulations d'une vraie main. Pour le reste de la description physique, il est décrit comme très grand (198 centimètres) et très maigre.
Toujours détenteur du million de dollars volé, il achète des timbres rares afin de sauver son argent de l'inflation. Après quoi il achète l'île de Crab Key, au large de la Jamaïque, et réhabilite un commerce de guano défunt pour couvrir ses activités criminelles. Il y emploie des travailleurs jamaïcains et cubains, brutalement supervisés par l'organisation jamaïcaine Chigroes (mélange des mots Chinese et Negroes en référence à leur ascendance mixte). Personne n'arrivant sur l'île n'est autorisé à la quitter.
Avec l'aide de l'Union soviétique, il sabote les tests nucléaires américains qui se déroulent près de son île. Pour ce faire, il envoie des signaux qui brouillent la transmission entre le missile et les militaires qui le lancent pour qu'il atterrisse à un autre endroit que celui prévu. Cela ruine le gouvernement américain qui dépense temps et argent pour tout arranger, en vain. De plus, No récupère les anciens missiles tombés à l'eau pour les refiler aux Russes.
Bond n'avait aucune idée des manigances de No jusqu'à ce que lui et son ami Quarrel ainsi qu'Honeychile Rider, rencontrée peu avant, et qui débarque sur l'île pour trouver des coquillages, soient découverts et capturés par les sbires de No. Bond était au départ allé sur l'île pour retrouver le commandant Strangways, disparu dans le secteur, mais finalement assassiné avec sa secrétaire par les sbires de No. Bond prendra les commandes d'une machine destinée à manipuler le guano, et ensevelira No, qui en mourra étouffé.

## Biographie dans le filmJames Bond 007 contre Dr. No
Julius No est un brillant scientifique, présentant un implicite complexe de Napoléon, qui se présente comme l'enfant non désiré d'un père allemand et d'une mère chinoise. Plus tard, il est devenu trésorier d'un grand gang chinois, les Tongs. Il s'est ensuite enfui pour les États-Unis avec 10 millions de dollars en lingots d'or. Il se spécialise dans la radioactivité, ce qui lui coûte les mains, remplacées par des prothèses métalliques. Celles-ci le dotent d'une force suffisante pour écraser d'une main des objets durs, mais il manque de dextérité. Cela causera sa perte.
Il se propose alors aux américains et aux soviétiques, mais est refusé. Il rejoint alors le SPECTRE, une organisation criminelle mondiale, et emménage sur l'île jamaïcaine de Crab Key.
Bond est initialement envoyé sur le terrain pour enquêter sur le meurtre d'un agent britannique et de sa secrétaire ainsi que la disparition de deux fusées. L'apprenant, Julius No commandite plusieurs attentats sur Bond, mais tous échouent. Il reste particulièrement mécontent de l'échec d'un de ses sbires, le Professeur Dent. Aussi lui donne-t-il, pour se racheter, une araignée venimeuse que Dent place dans le lit de Bond, mais Bond la tue puis attire Dent dans la maison privée de la secrétaire corrompue de Pleydell-Smith, Miss Taro (Zena Marshall), où Dent est interrogé puis abattu de deux balles par Bond.
Quand Bond et Honey Ryder, une jeune et séduisante vendeuse de coquillages, arrivent sur Crab Key, No les fait capturer et doucher pour les débarrasser de leur radioactivité. Durant le dîner où ils les rencontrent, No propose un poste à Bond dans son organisation, mais Bond refuse. S'échappant par un conduit d'aération, Bond tombe sur Chen, un sbire de No vu pendant la douche, qu'il étrangle à mort avant de lui prendre sa tenue.
Bond se rend au laboratoire secret de No et y sabote le bassin nucléaire, mais est repéré par No et ses sbires. Bond et No se battent tandis que les sbires fuient l'explosion imminente. Ils finissent par se retrouver sur une plate-forme plongeant dans le liquide de refroidissement du réacteur bouillant. Bond parvient à en réchapper, mais No et ses mains bioniques ne peut avoir de prise sur le support vertical et meurt ébouillanté. Bond libère Honey, et tous deux s'enfuient avant que le réacteur n'explose.
Julius No est incarné à l'écran par l'acteur canadien Joseph Wiseman.

## Apparitions dans d'autres médias
Le personnage apparaît dans plusieurs épisodes de la série d'animation James Bond Junior (1991). 
En 2004, il est présent dans le jeu vidéo GoldenEye : Au service du mal. Dr. No est également un personnage multijoueur des jeux GoldenEye Reloaded (2010) et 007 Legends (2012).
Il fait une aussi une courte apparition dans une publicité de Heineken en 2012, à l'occasion de la sortie du film Skyfall, vingt-troisième James Bond.